# Voix de garage
 (septembre 2019).
Si vous disposez d'ouvrages ou d'articles de référence ou si vous connaissez des sites web de qualité traitant du thème abordé ici, merci de compléter l'article en donnant les références utiles à sa vérifiabilité et en les liant à la section « Notes et références ».
Voix de garage est une série télévisée française créée par Marc Gibaja et Mathilde Mélèse, produite par Dacor Films.

## Synopsis
À 45 ans, Paul est le gardien nocturne d'un petit parking parisien. Au fond de sa guérite, chaque nuit, il rencontre et accueille les craintes, les espoirs, les rires et les pleurs de visiteurs parfois amis, parfois furtifs.
Petit à petit au fil des confidences, des histoires se dévoilent et se racontent au cœur de cet antre de béton, dont Paul est le dépositaire.

## Fiche technique
- Producteurs délégués : Julien Russo, Gilles Commaille
- Auteurs : Marc Gibaja, Mathilde Mélèse
- Réalisateurs : Marc Gibaja, Mathilde Mélèse
- 1er Assistant Réalisateur : Clément Chabert
- Directeur de photographie : Christophe Grelié
- Musique : Vincent Courtois
- Montage : Sabine Emiliani
- Société de Production : Dacor Films

## Distribution
Personnage principal
- Patrick Azam : Paul

Personnages secondaires
- Ali Marhyar : Cicéron
- Ériq Ebouaney : Victor
- Adèle Choubard : Louise
- Julie-Anne Roth : Mathilde
- Jennifer Decker : Clémentine
- Dominique Bettenfeld : Julien
- Philippe Nahon : Serge
- Laëtitia Eïdo : La femme à la voiture rouge
- Arsène Mosca : René
- Rebecca Convenant : Isabelle
- Yves Massari : Le conducteur excédé